# Rashōmon (pel·lícula)
Rashōmon (羅生門) és una pel·lícula japonesa produïda i dirigida el 1950 pel director Akira Kurosawa, considerada una de les seves obres mestres, amb l'actor Toshirō Mifune com a protagonista. Basada en dos contes de Ryūnosuke Akutagawa, Rashōmon (羅生門, 1915) i Dins el bosc (藪の中, 1922), descriu un crim des del punt de vista dels diversos testimonis, incloent la versió del criminal. Rashōmon va ser una de les tres pel·lícules en les quals Kurosawa va col·laborar amb el director de fotografia Kazuo Miyagawa.
La pel·lícula va ser un dels referents que va obrir les portes del cinema japonès als espectadors occidentals. Es va estrenar al Japó el 25 d'agost de 1950 i als EUA el 26 de desembre de 1951. Se'n van realitzar diverses adaptacions posteriors, entre les quals cal destacar el western The Outrage dirigida per Martin Ritt i estrenada el 1964, amb Paul Newman, Claire Bloom i Edward G. Robinson.
La pel·lícula va obtenir el Lleó d'Or en el Festival Internacional de Cinema de Venècia de 1951, i l'Oscar Honorari de l'Acadèmia en la seva XXIV edició l'any 1952.

## Context històric
Per comprendre millor el pes d'aquesta pel·lícula tant en el cinema japonès com en el cinema occidental cal contextualitzar-la en el seu període històric, marcat per la censura i la intolerància de la guerra.
El Japó era un país que havia estat derrotat a la Segona Guerra Mundial i era ocupat i governat pels Estats Units. Amb la influència americana hi va haver un canvi substancial amb la censura, que ja no era tan dura. Si els artistes van patir una forta pressió per part de les autoritats locals per "conduir" la direcció de les seves pel·lícules en època de guerra, amb la nova censura americana les coses van canviar. Aquests canvis van afectar el mateix Kurosawa, a qui abans se li presentaven innombrables problemes perquè segons la censura japonesa les seves pel·lícules eren "massa occidentals" i, per tant, havia de reconstruir, canviar l'enfocament, o directament desestimar projectes per centrar-se en pel·lícules comercials que exaltessin els valors patriòtics, com per exemple la pel·lícula Zoku Sugata Sanshiro (La nova llegenda del gran judo). Sota el control dels nord-americans, seguia existint censura, però els creadors tenien més llibertat per expressar les seves idees.
Rashōmon n'és un clar exemple i va ser molt influent per obrir l'originalitat de la indústria cinematogràfica japonesa. No tan sols és una pel·lícula revolucionària per al cinema japonès, sinó que també ho va ser per al cinema en general, que a partir d'aquell moment es va veure molt influït per l'obra de Kurosawa.

## Producció
Aquesta pel·lícula va tenir molts problemes per ser realitzada. Kurosawa va mostrar elguió a diversos estudis, que es van negar a finançar-la per trobar-lo un film extravagant que no podria tenir èxit en pantalla.
Quan finalment es va produir el film es va fer amb molt pocs recursos. És un clar exemple d'economia cinematogràfica, com acabaria sent habitual en una gran part del cinema de Kurosawa.
A la planificació inicial havia de filmar-se completament en exteriors. Malgrat buscar un portal majestuós com el Rashōmon original, que havia estat destruït dècades abans, no se'n va trobar cap d'adient. L'extrema meticulositat de Kurosawa el va dur a construir un decorat que el reproduïa i que mereix una menció especial pel seu realisme i grandesa. Seria inimaginable el desenvolupament de la història sense aquest marc arquitectònic.
Aquesta pel·lícula es basa en dues històries de Ryūnosuke Akutagawa. La primera es titula "Rashōmon", amb la porta d'escenari, la seva atmosfera i la discussió moral. La segona es titula "Dins el bosc", de la qual pren la història de la dona violada i el marit assassinat, i a grans trets l'estructura en la qual es narra tot recollint els diferents punts de vista narratius.